# Novell NetWare
NetWare — це мережева операційна система та набір мережевих протоколів, що використовуються у цій системі для взаємодії з комп'ютерами-клієнтами, підключенними до мережі. Операційна система NetWare створена компанією Novell. NetWare — це закрита операційна система, що використовує коперативну багатозадачність для виконання різних служб на комп'ютерах з архітектурою Intel x86. В основі мережевих протоколів системи лежить стек протоколів Xerox XNS. Зараз NetWare підтримує протоколи TCP/IP та IPX/SPX. NetWare є одним із сімейств XNS-систем. До таких систем, відносяться Banyan VINES та Ungerman-Bass Net/One. На відміну від цих продуктів та XNS, система NetWare зайняла значну нішу на ринку початку 1990-х та витримала конкуренцію з Microsoft Windows NT, після виходу якої зникли інші конкуруючі з нею системи.

## Наступники
У 2005 році Novell була запущена серія мережевої операційної системи Open Enterprise Server (OES), щоб допомогти безболісно мігрувати численним користувачам NetWare на сучасну ОС. OES містить у собі Novell NetWare, SUSE Linux Enterprise Server і набір мережевих служб. Продукт був розроблений таким чином, щоб обидві операційні системи могли взаємодіяти одна з одною, а клієнти могли створювати змішані середовища для оптимального задоволення своїх потреб. У тому числі створювати змішані кластери, в яких ресурси при збої можуть переміщатися з сервера NetWare на сервер Linux і навпаки.